# Oissery
Oissery is een gemeente in het Franse departement Seine-et-Marne (regio Île-de-France) en telt 2123 inwoners (2004). De plaats maakt deel uit van het arrondissement Meaux.

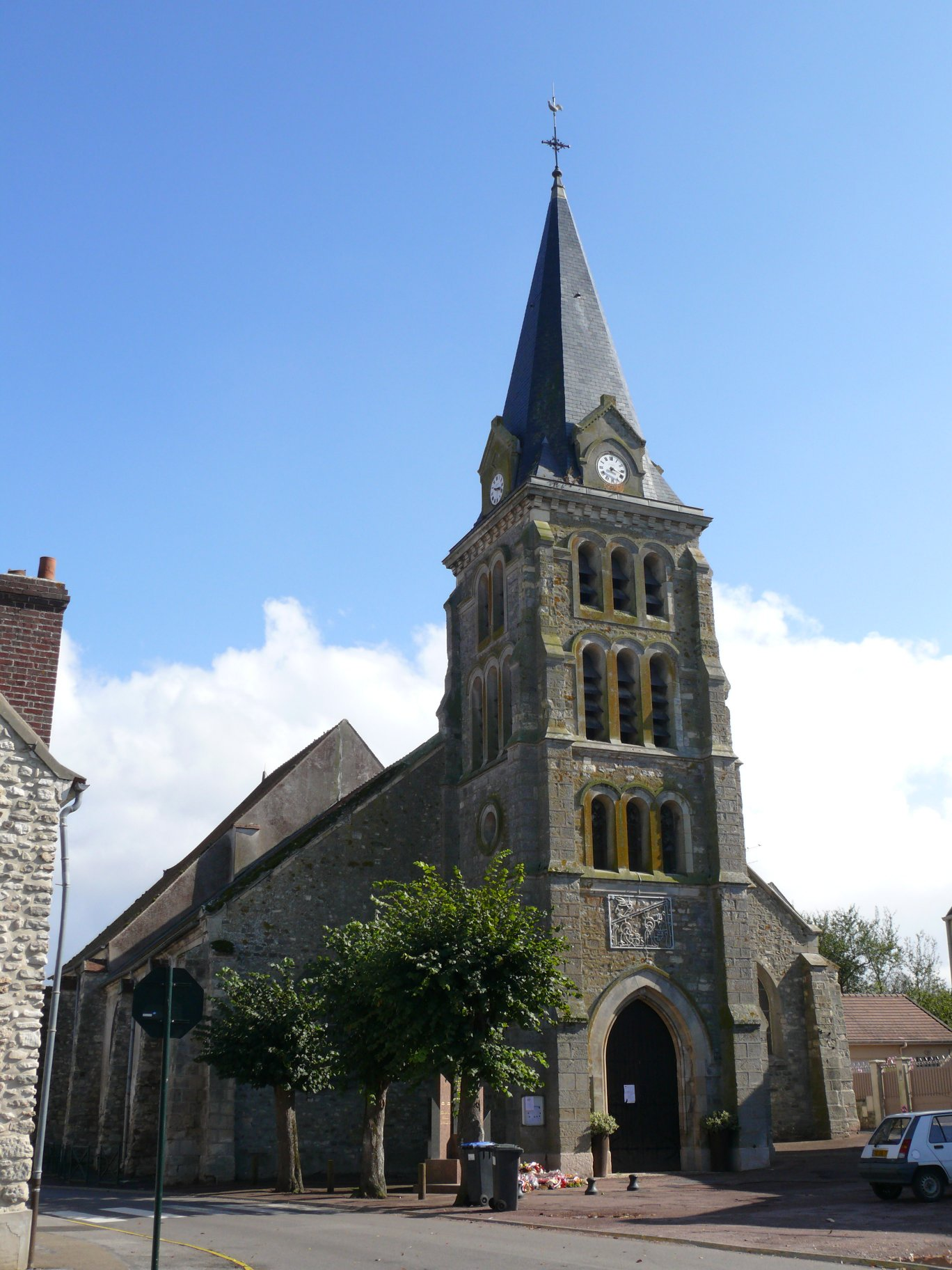
Kerk van Saint-Germain-d'Auxerre in Oissery
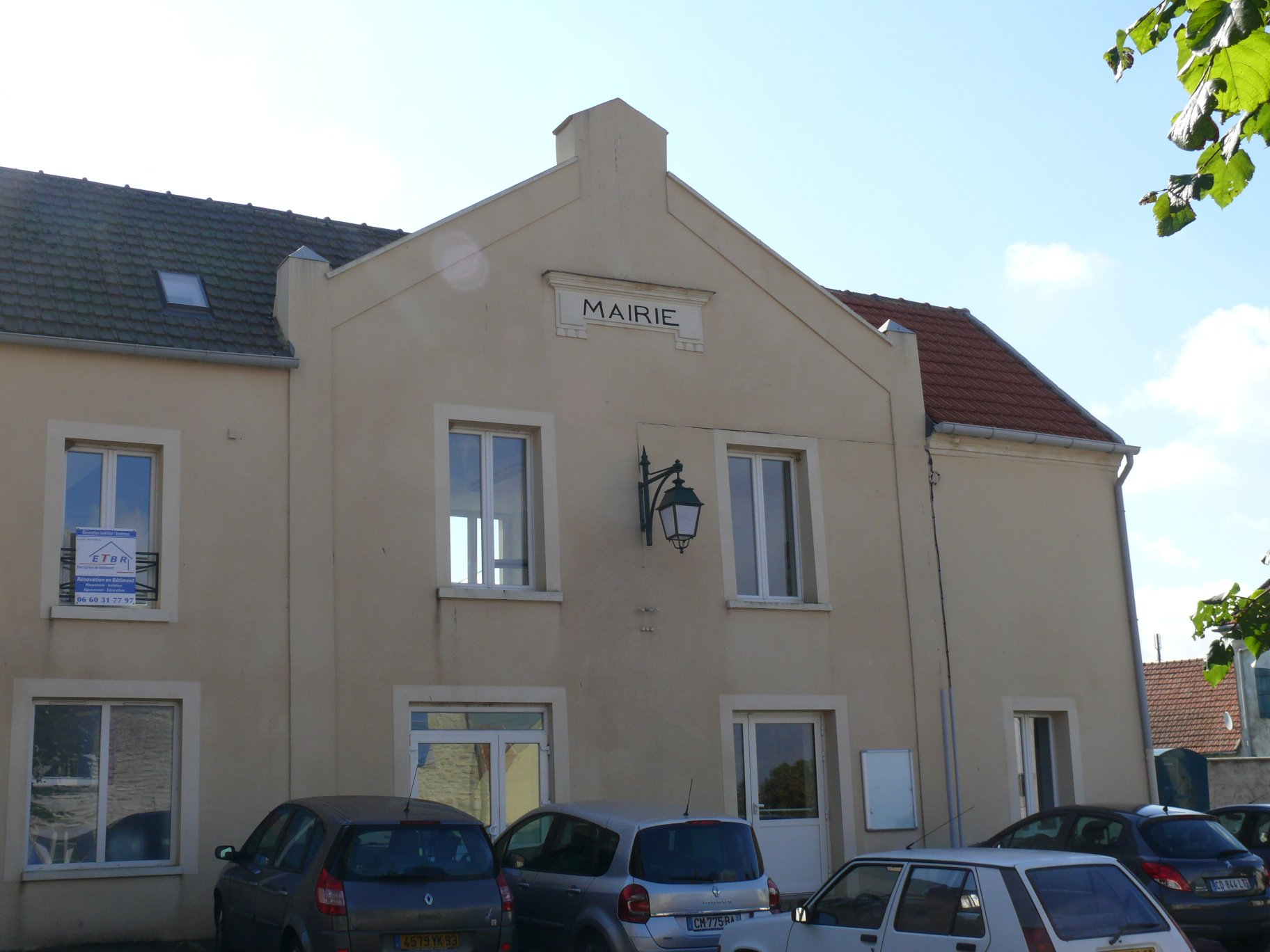
Gemeentehuis

## Geografie
De oppervlakte van Oissery bedraagt 15,1 km², de bevolkingsdichtheid is 140,6 inwoners per km².
De onderstaande kaart toont de ligging van Oissery met de belangrijkste infrastructuur en aangrenzende gemeenten.

## Demografie
Onderstaande figuur toont het verloop van het inwonertal (bron: INSEE-tellingen).